# Saison 2016-2017 du Thunder d'Oklahoma City
La saison 2016-2017 du Thunder d'Oklahoma City est la 50e saison de la franchise en National Basketball Association (NBA) et la 9e saison dans la ville d'Oklahoma City.

## Draft
| Tour | Choix | Joueur           | Poste   | Nationalité | Provenance          |
| ---- | ----- | ---------------- | ------- | ----------- | ------------------- |
| 1    | 11    | Domantas Sabonis | PF / C  | Lituanie    | Bulldogs de Gonzaga |
| 2    | 56    | Daniel Hamilton  | SG / SF | États-Unis  | Oakland             |

## Summer League
| Summer League Total: 4-1 |

| Match | Date match | Équipe        | Score   | Meilleur marqueur   | Meilleur rebondeur   | Meilleur passeur       | Lieux        | Série |
| ----- | ---------- | ------------- | ------- | ------------------- | -------------------- | ---------------------- | ------------ | ----- |
| 1     | 2 juillet  | Dallas        | V 86-85 | Cameron Payne (16)  | Dakari Johnson (9)   | Christon, Payne (4)    | Amway Center | 1 - 0 |
| 2     | 3 juillet  | L.A. Clippers | V 81-72 | Cameron Payne (25)  | Dakari Johnson (12)  | Wilbekin, Williams (3) | Amway Center | 2 - 0 |
| 3     | 4 juillet  | Charlotte     | D 74-78 | Semaj Christon (23) | Kameron Woods 8      | Semaj Christon (6)     | Amway Center | 2 - 1 |
| 4     | 6 juillet  | Indiana       | V 89-71 | Cameron Payne (19)  | Dakari Johnson (9)   | Cameron Payne (6)      | Amway Center | 3 - 1 |
| 5     | 8 juillet  | Miami         | V 86-72 | Semaj Christon (22) | Huestis, Johnson (7) | Christon, Payne (4)    | Amway Center | 4 - 1 |

## Pré-saison
| Pré-saison Total: 3-3 (Domicile : 2-1 ; Extérieur : 1-2) |

| Match | Date match | Équipe         | Score          | Meilleur marqueur      | Meilleur rebondeur | Meilleur passeur       | Lieux Spectateurs                  | Série |
| ----- | ---------- | -------------- | -------------- | ---------------------- | ------------------ | ---------------------- | ---------------------------------- | ----- |
| 1     | 3 octobre  | @ Real Madrid  | D 137-142 (OT) | Victor Oladipo (34)    | Enes Kanter (10)   | Victor Oladipo (5)     | Palais des sports de Madrid 12 414 | 0 - 1 |
| 2     | 5 octobre  | @ FC Barcelone | V 92-89        | Enes Kanter (24)       | Enes Kanter (8)    | Russell Westbrook (5)  | Palau Sant Jordi                   | 1 - 1 |
| 3     | 11 octobre | @ Dallas       | D 109-114      | Ersan İlyasova (19)    | Enes Kanter (13)   | Russell Westbrook (7)  | American Airlines Center           | 1 - 2 |
| 4     | 13 octobre | Memphis        | D 94-110       | Álex Abrines (19)      | Josh Huestis (9)   | Russell Westbrook (4)  | BOK Center                         | 1 - 3 |
| 5     | 16 octobre | Minnesota      | V 112-94       | Russell Westbrook (26) | Steven Adams (11)  | Russell Westbrook (10) | Chesapeake Energy Arena            | 2 - 3 |
| 6     | 18 octobre | Denver         | V 97-87        | Steven Adams (17)      | Steven Adams (9)   | Russell Westbrook (9)  | Chesapeake Energy Arena            | 3 - 3 |

## Saison régulière
| Saison régulière Total: 47-35 (Domicile : 28-13 ; Extérieur : 19-22) |

| Match | Date match | Équipe         | Score          | Meilleur marqueur      | Meilleur rebondeur     | Meilleur passeur       | Lieux Spectateurs       | Série |
| ----- | ---------- | -------------- | -------------- | ---------------------- | ---------------------- | ---------------------- | ----------------------- | ----- |
| 1     | 26 octobre | @ Philadelphie | V 103-97       | Russell Westbrook (32) | Westbrook, Kanter (12) | Russell Westbrook (9)  | Wells Fargo Center      | 1 - 0 |
| 2     | 28 octobre | Phoenix        | V 113-110 (OT) | Russell Westbrook (51) | Russell Westbrook (13) | Russell Westbrook (10) | Chesapeake Energy Arena | 2 - 0 |
| 3     | 30 octobre | L. A. Lakers   | V 113-96       | Russell Westbrook (33) | Westbrook, Adams (12)  | Russell Westbrook (16) | Chesapeake Energy Arena | 3 - 0 |

| Match | Date match  | Équipe           | Score          | Meilleur marqueur      | Meilleur rebondeur     | Meilleur passeur       | Lieux Spectateurs       | Série  |
| ----- | ----------- | ---------------- | -------------- | ---------------------- | ---------------------- | ---------------------- | ----------------------- | ------ |
| 4     | 2 novembre  | @ L. A. Clippers | V 85-83        | Russell Westbrook (35) | Enes Kanter (12)       | Russell Westbrook (5)  | Staples Center          | 4 - 0  |
| 5     | 3 novembre  | @ Golden State   | D 96-122       | Victor Oladipo (21)    | Joffrey Lauvergne (7)  | Russell Westbrook (10) | Oracle Arena            | 4 - 1  |
| 6     | 5 novembre  | Minnesota        | V 112-92       | Russell Westbrook (28) | Enes Kanter (10)       | Russell Westbrook (8)  | Chesapeake Energy Arena | 5 - 1  |
| 7     | 7 novembre  | Miami            | V 97-85        | Enes Kanter (24)       | Kanter, Sabonis (10)   | Russell Westbrook (11) | Chesapeake Energy Arena | 6 - 1  |
| 8     | 9 novembre  | Toronto          | D 102-112      | Russell Westbrook (36) | Steven Adams (12)      | Russell Westbrook (7)  | Chesapeake Energy Arena | 6 - 2  |
| 9     | 11 novembre | L. A. Clippers   | D 108-110      | Russell Westbrook (29) | Russell Westbrook (14) | Russell Westbrook (9)  | Chesapeake Energy Arena | 6 - 3  |
| 10    | 13 novembre | Orlando          | D 117-119      | Russell Westbrook (41) | Russell Westbrook (12) | Russell Westbrook (16) | Chesapeake Energy Arena | 6 - 4  |
| 11    | 14 novembre | @ Détroit        | D 88-104       | Russell Westbrook (33) | Russell Westbrook (15) | Russell Westbrook (8)  | Palace of Auburn Hills  | 6 - 5  |
| 12    | 16 novembre | Houston          | V 105-103      | Russell Westbrook (30) | Victor Oladipo (10)    | Russell Westbrook (9)  | Chesapeake Energy Arena | 7 - 5  |
| 13    | 18 novembre | Brooklyn         | V 124-105      | Russell Westbrook (30) | Russell Westbrook (11) | Russell Westbrook (13) | Chesapeake Energy Arena | 8 - 5  |
| 14    | 20 novembre | Indiana          | D 111-115 (OT) | Russell Westbrook (31) | Russell Westbrook (11) | Russell Westbrook (15) | Chesapeake Energy Arena | 8 - 6  |
| 15    | 22 novembre | @ L. A. Lakers   | D 109-111      | Russell Westbrook (34) | Russell Westbrook (8)  | Russell Westbrook (13) | Staples Center          | 8 - 7  |
| 16    | 23 novembre | @ Sacramento     | D 101-116      | Russell Westbrook (31) | Russell Westbrook (11) | Russell Westbrook (9)  | Golden 1 Center         | 8 - 8  |
| 17    | 25 novembre | @ Denver         | V 132-129 (OT) | Russell Westbrook (36) | Russell Westbrook (12) | Russell Westbrook (18) | Pepsi Center            | 9 - 8  |
| 18    | 26 novembre | Détroit          | V 106-88       | Anthony Morrow (21)    | Russell Westbrook (13) | Russell Westbrook (15) | Chesapeake Energy Arena | 10 - 8 |
| 19    | 28 novembre | @ New York       | V 112-103      | Westbrook, Kanter (27) | Russell Westbrook (18) | Russell Westbrook (14) | Madison Square Garden   | 11 - 8 |
| 20    | 30 novembre | Washington       | V 126-115 (OT) | Russell Westbrook (35) | Russell Westbrook (14) | Russell Westbrook (11) | Chesapeake Energy Arena | 12 - 8 |

| Match | Date match  | Équipe         | Score     | Meilleur marqueur      | Meilleur rebondeur     | Meilleur passeur       | Lieux Spectateurs       | Série   |
| ----- | ----------- | -------------- | --------- | ---------------------- | ---------------------- | ---------------------- | ----------------------- | ------- |
| 21    | 4 décembre  | New Orleans    | V 101-92  | Russell Westbrook (28) | Russell Westbrook (17) | Russell Westbrook (12) | Chesapeake Energy Arena | 13 - 8  |
| 22    | 5 décembre  | @ Atlanta      | V 102-99  | Russell Westbrook (32) | Russell Westbrook (13) | Russell Westbrook (12) | Philips Arena           | 14 - 8  |
| 23    | 9 décembre  | Houston        | D 99-102  | Russell Westbrook (27) | Westbrook, Adams (10)  | Russell Westbrook (10) | Chesapeake Energy Arena | 14 - 9  |
| 24    | 10 décembre | Boston         | V 99-96   | Russell Westbrook (37) | Russell Westbrook (12) | Russell Westbrook (6)  | Chesapeake Energy Arena | 15 - 9  |
| 25    | 13 décembre | @ Portland     | D 95-114  | Russell Westbrook (20) | Domantas Sabonis (9)   | Russell Westbrook (6)  | Moda Center             | 15 - 10 |
| 26    | 14 décembre | @ Utah         | D 89-109  | Russell Westbrook (27) | Russell Westbrook (6)  | Russell Westbrook (5)  | Vivint Smart Home Arena | 15 - 11 |
| 27    | 17 décembre | Phoenix        | V 114-101 | Russell Westbrook (26) | Russell Westbrook (11) | Russell Westbrook (22) | Chesapeake Energy Arena | 16 - 11 |
| 28    | 19 décembre | Atlanta        | D 108-110 | Russell Westbrook (46) | Russell Westbrook (11) | Russell Westbrook (7)  | Chesapeake Energy Arena | 16 - 12 |
| 29    | 21 décembre | @ New Orleans  | V 121-110 | Russell Westbrook (42) | Enes Kanter (14)       | Russell Westbrook (7)  | Smoothie King Center    | 17 - 12 |
| 30    | 23 décembre | @ Boston       | V 117-112 | Russell Westbrook (45) | Westbrook, Adams (11)  | Russell Westbrook (11) | TD Garden               | 18 - 12 |
| 31    | 25 décembre | Minnesota      | V 112-100 | Russell Westbrook (31) | Westbrook, Sabonis (7) | Russell Westbrook (15) | Chesapeake Energy Arena | 19 - 12 |
| 32    | 27 décembre | @ Miami        | V 106-94  | Russell Westbrook (29) | Russell Westbrook (17) | Russell Westbrook (11) | American Airlines Arena | 20 - 12 |
| 33    | 29 décembre | @ Memphis      | D 80-114  | Russell Westbrook (21) | Steven Adams (15)      | Semaj Christon (4)     | FedEx Forum             | 20 - 13 |
| 33    | 31 décembre | L. A. Clippers | V 114-88  | Enes Kanter (23)       | Russell Westbrook (12) | Russell Westbrook (14) | Chesapeake Energy Arena | 21 - 13 |

| Match | Date match | Équipe           | Score     | Meilleur marqueur      | Meilleur rebondeur      | Meilleur passeur       | Lieux Spectateurs         | Série   |
| ----- | ---------- | ---------------- | --------- | ---------------------- | ----------------------- | ---------------------- | ------------------------- | ------- |
| 35    | 2 janvier  | @ Milwaukee      | D 94-98   | Russell Westbrook (30) | Steven Adams (8)        | Russell Westbrook (6)  | BMO Harris Bradley Center | 21 - 14 |
| 36    | 4 janvier  | @ Charlotte      | D 112-123 | Russell Westbrook (33) | Russell Westbrook (15)  | Russell Westbrook (8)  | Time Warner Cable Arena   | 21 - 15 |
| 37    | 5 janvier  | @ Houston        | D 116-118 | Russell Westbrook (49) | Enes Kanter (13)        | Russell Westbrook (5)  | Toyota Center             | 21 - 16 |
| 38    | 7 janvier  | Denver           | V 121-106 | Russell Westbrook (32) | Russell Westbrook (17)  | Russell Westbrook (11) | Chesapeake Energy Arena   | 22 - 16 |
| 39    | 9 janvier  | @ Chicago        | V 109-94  | Steven Adams (22)      | Enes Kanter (11)        | Russell Westbrook (14) | United Center             | 23 - 16 |
| 40    | 11 janvier | Memphis          | V 103-95  | Russell Westbrook (24) | Westbrook, Kanter (13)  | Russell Westbrook (12) | Chesapeake Energy Arena   | 24 - 16 |
| 41    | 13 janvier | @ Minnesota      | D 86-96   | Westbrook, Kanter (21) | Russell Westbrook (11)  | Russell Westbrook (12) | Target Center             | 24 - 17 |
| 42    | 15 janvier | @ Sacramento     | V 122-118 | Russell Westbrook (36) | Enes Kanter (12)        | Russell Westbrook (10) | Golden 1 Center           | 25 - 17 |
| 43    | 16 janvier | @ L. A. Clippers | D 98-120  | Russell Westbrook (24) | Joffrey Lauvergne (9)   | Sabonis, Westbrook (4) | Staples Center            | 25 - 18 |
| 44    | 18 janvier | @ Golden State   | D 100-121 | Russell Westbrook (27) | Russell Westbrook (15)  | Russell Westbrook (13) | Oracle Arena              | 25 - 19 |
| 45    | 23 janvier | @ Utah           | V 97-95   | Russell Westbrook (38) | André Roberson (11)     | Russell Westbrook (10) | Vivint Smart Home Arena   | 26 - 19 |
| 46    | 25 janvier | @ New Orleans    | V 114-105 | Russell Westbrook (27) | Russell Westbrook (12)  | Russell Westbrook (10) | Smoothie King Center      | 27 - 19 |
| 47    | 26 janvier | Dallas           | V 109-98  | Russell Westbrook (45) | Roberson, Westbrook (8) | Oladipo, Westbrook (3) | Chesapeake Energy Arena   | 28 - 19 |
| 48    | 29 janvier | @ Cleveland      | D 91-107  | Russell Westbrook (20) | Russell Westbrook (12)  | Russell Westbrook (10) | Quicken Loans Arena       | 28 - 20 |
| 49    | 31 janvier | @ San Antonio    | D 94-108  | Russell Westbrook (27) | Steven Adams (12)       | Russell Westbrook (14) | AT&T Center               | 28 - 21 |

| Match               | Date match  | Équipe       | Score     | Meilleur marqueur         | Meilleur rebondeur       | Meilleur passeur       | Lieux Spectateurs       | Série   |
| ------------------- | ----------- | ------------ | --------- | ------------------------- | ------------------------ | ---------------------- | ----------------------- | ------- |
| 50                  | 1er février | Chicago      | D 100-128 | Russell Westbrook (28)    | Roberson, Adams (6)      | Russell Westbrook (8)  | Chesapeake Energy Arena | 28 - 22 |
| 51                  | 3 février   | Memphis      | V 114-102 | Russell Westbrook (38)    | Westbrook, Adams (13)    | Russell Westbrook (12) | Chesapeake Energy Arena | 29 - 22 |
| 52                  | 5 février   | Portland     | V 105-99  | Russell Westbrook (42)    | Adams, Oladipo (13)      | Russell Westbrook (8)  | Chesapeake Energy Arena | 30 - 22 |
| 53                  | 6 février   | @ Indiana    | D 90-93   | Russell Westbrook (27)    | Russell Westbrook (18)   | Russell Westbrook (9)  | Bankers Life Fieldhouse | 30 - 23 |
| 54                  | 9 février   | Cleveland    | V 118-109 | Russell Westbrook (29)    | Steven Adams (13)        | Russell Westbrook (11) | Chesapeake Energy Arena | 31 - 23 |
| 55                  | 11 février  | Golden State | D 114-130 | Russell Westbrook (47)    | Roberson, Westbrook (11) | Russell Westbrook (8)  | Chesapeake Energy Arena | 31 - 24 |
| 56                  | 13 février  | @ Washington | D 98-120  | Westbrook, Lauvergne (17) | Steven Adams (11)        | Trois joueurs (4)      | Verizon Center          | 31 - 25 |
| 57                  | 15 février  | New York     | V 116-105 | Russell Westbrook (38)    | Russell Westbrook (14)   | Russell Westbrook (12) | Chesapeake Energy Arena | 32 - 25 |
| All-Star Break 2017 |             |              |           |                           |                          |                        |                         |         |
| 58                  | 24 février  | L. A. Lakers | V 110-93  | Abrines, Roberson (19)    | Russell Westbrook (18)   | Russell Westbrook (17) | Chesapeake Energy Arena | 33 - 25 |
| 59                  | 26 février  | New Orleans  | V 118-110 | Russell Westbrook (41)    | Russell Westbrook (11)   | Russell Westbrook (11) | Chesapeake Energy Arena | 34 - 25 |
| 60                  | 28 février  | Utah         | V 109-106 | Russell Westbrook (43)    | Russell Westbrook (11)   | Russell Westbrook (10) | Chesapeake Energy Arena | 35 - 25 |

| Match | Date match | Équipe       | Score          | Meilleur marqueur      | Meilleur rebondeur     | Meilleur passeur       | Lieux Spectateurs          | Série   |
| ----- | ---------- | ------------ | -------------- | ---------------------- | ---------------------- | ---------------------- | -------------------------- | ------- |
| 61    | 2 mars     | @ Portland   | D 109-114      | Russell Westbrook (45) | Enes Kanter (10)       | Russell Westbrook (4)  | Moda Center                | 35 - 26 |
| 62    | 3 mars     | @ Phoenix    | D 111-118      | Russell Westbrook (48) | Russell Westbrook (17) | Russell Westbrook (9)  | Talking Stick Resort Arena | 35 - 27 |
| 63    | 5 mars     | @ Dallas     | D 89-104       | Russell Westbrook (29) | Enes Kanter (10)       | Russell Westbrook (5)  | American Airlines Center   | 35 - 28 |
| 64    | 7 mars     | Portland     | D 121-126      | Russell Westbrook (58) | Taj Gibson (8)         | Russell Westbrook (9)  | Chesapeake Energy Arena    | 35 - 29 |
| 65    | 9 mars     | San Antonio  | V 102-92       | Russell Westbrook (23) | Russell Westbrook (13) | Russell Westbrook (13) | Chesapeake Energy Arena    | 36 - 29 |
| 66    | 11 mars    | Utah         | V 112-104      | Russell Westbrook (33) | Russell Westbrook (11) | Russell Westbrook (14) | Chesapeake Energy Arena    | 37 - 29 |
| 67    | 14 mars    | @ Brooklyn   | V 122-104      | Russell Westbrook (25) | Russell Westbrook (12) | Russell Westbrook (19) | Barclays Center            | 38 - 29 |
| 68    | 16 mars    | @ Toronto    | V 123-102      | Russell Westbrook (24) | Russell Westbrook (10) | Russell Westbrook (16) | Air Canada Centre          | 39 - 29 |
| 69    | 18 mars    | Sacramento   | V 110-94       | Russell Westbrook (28) | Steven Adams (13)      | Russell Westbrook (10) | Chesapeake Energy Arena    | 40 - 29 |
| 70    | 20 mars    | Golden State | D 95-111       | Victor Oladipo (17)    | Enes Kanter (10)       | Russell Westbrook (7)  | Chesapeake Energy Arena    | 40 - 30 |
| 71    | 22 mars    | Philadelphie | V 122-97       | Enes Kanter (24)       | Kanter, Westbrook (11) | Russell Westbrook (14) | Chesapeake Energy Arena    | 41 - 30 |
| 72    | 26 mars    | @ Houston    | D 125-137      | Russell Westbrook (39) | Russell Westbrook (11) | Russell Westbrook (13) | Toyota Center              | 41 - 31 |
| 73    | 27 mars    | @ Dallas     | V 92-91        | Russell Westbrook (37) | Russell Westbrook (13) | Russell Westbrook (10) | American Airlines Center   | 42 - 31 |
| 74    | 29 mars    | @ Orlando    | D 114-106 (OT) | Russell Westbrook (57) | Russell Westbrook (13) | Russell Westbrook (11) | Amway Center               | 43 - 31 |
| 75    | 31 mars    | San Antonio  | D 95-100       | Russell Westbrook (32) | Russell Westbrook (15) | Russell Westbrook (12) | Chesapeake Energy Arena    | 43 - 32 |

| Match | Date match | Équipe      | Score     | Meilleur marqueur      | Meilleur rebondeur     | Meilleur passeur       | Lieux Spectateurs          | Série   |
| ----- | ---------- | ----------- | --------- | ---------------------- | ---------------------- | ---------------------- | -------------------------- | ------- |
| 76    | 2 avril    | Charlotte   | D 101-113 | Russell Westbrook (40) | Russell Westbrook (13) | Russell Westbrook (10) | Chesapeake Energy Arena    | 43 - 33 |
| 77    | 4 avril    | Milwaukee   | V 110-79  | Enes Kanter (17)       | Russell Westbrook (13) | Russell Westbrook (13) | Chesapeake Energy Arena    | 44 - 33 |
| 78    | 5 avril    | @ Memphis   | V 103-100 | Russell Westbrook (45) | Steven Adams (10)      | Russell Westbrook (10) | FedEx Forum                | 45 - 33 |
| 79    | 7 avril    | @ Phoenix   | D 99-120  | Russell Westbrook (23) | Russell Westbrook (12) | Russell Westbrook (8)  | Talking Stick Resort Arena | 45 - 34 |
| 80    | 9 avril    | @ Denver    | V 106-105 | Russell Westbrook (50) | Russell Westbrook (16) | Russell Westbrook (10) | Pepsi Center               | 46 - 34 |
| 81    | 11 avril   | @ Minnesota | D 100-98  | Victor Oladipo (20)    | Sabonis, Oladipo (9)   | Oladipo, Christon (6)  | Target Center              | 47 - 34 |
| 82    | 12 avril   | Denver      | D 105-111 | Gibson, Grant (13)     | Taj Gibson (7)         | Russell Westbrook (8)  | Chesapeake Energy Arena    | 47 - 35 |

## Playoffs
| Playoffs Total: 1-4 (Domicile : 1-1 ; Extérieur : 0-3) |

| Match | Date match | Équipe    | Score     | Meilleur marqueur      | Meilleur rebondeur     | Meilleur passeur       | Lieux Spectateurs       | Série |
| ----- | ---------- | --------- | --------- | ---------------------- | ---------------------- | ---------------------- | ----------------------- | ----- |
| 1     | 16 avril   | @ Houston | D 87-118  | Russell Westbrook (22) | Russell Westbrook (11) | Russell Westbrook (7)  | Toyota Center           | 0 - 1 |
| 2     | 19 avril   | @ Houston | D 111-115 | Russell Westbrook (51) | Russell Westbrook (10) | Russell Westbrook (13) | Toyota Center           | 0 - 2 |
| 3     | 21 avril   | Houston   | V 115-113 | Russell Westbrook (32) | Russell Westbrook (13) | Russell Westbrook (11) | Chesapeake Energy Arena | 1 - 2 |
| 4     | 23 avril   | Houston   | D 109-113 | Russell Westbrook (35) | Russell Westbrook (14) | Russell Westbrook (14) | Chesapeake Energy Arena | 1 - 3 |
| 5     | 25 avril   | @ Houston | D 99-105  | Russell Westbrook (47) | Russell Westbrook (11) | Russell Westbrook (9)  | Toyota Center           | 1 - 4 |

## Confrontations
| Conférence Est      | Conférence Est                               | Conférence Est                               | Conférence Ouest                             | Conférence Ouest                             | Conférence Ouest                             | Conférence Ouest                             | Conférence Ouest                             |
| Division Atlantique | Division Atlantique                          | Division Atlantique                          | Division Nord-Ouest                          | Division Nord-Ouest                          | Division Nord-Ouest                          | Division Nord-Ouest                          | Division Nord-Ouest                          |
| Équipe              | Domicile                                     | Extérieur                                    | Équipe                                       | Domicile                                     | Domicile                                     | Extérieur                                    | Extérieur                                    |
| ------------------- | -------------------------------------------- | -------------------------------------------- | -------------------------------------------- | -------------------------------------------- | -------------------------------------------- | -------------------------------------------- | -------------------------------------------- |
| Boston              | 99-96                                        | 117-112                                      | Denver                                       | 121-106                                      |                                              | 132-129 (OT)                                 | 106-105                                      |
| Brooklyn            | 124-105                                      | 122-104                                      | Minnesota                                    | 112-92                                       | 112-100                                      | 86-96                                        |                                              |
| New York            | 116-105                                      | 112-103                                      |                                              |                                              |                                              |                                              |                                              |
| Philadelphie        | 122-97                                       | 103-97                                       | Portland                                     | 105-99                                       | 121-126                                      | 95-114                                       | 109-114                                      |
| Toronto             | 102-112                                      | 123-102                                      | Utah                                         | 109-106                                      | 112-104                                      | 89-109                                       | 97-95                                        |
|                     | 4–1                                          | 6–0                                          |                                              | 6–1                                          | 6–1                                          | 2–4                                          | 2–4                                          |
| Division            | 10–1                                         | 10–1                                         | Division                                     | 8–5                                          | 8–5                                          | 8–5                                          | 8–5                                          |
| Division Atlantique | Division Atlantique                          | Division Atlantique                          | Division Nord-Ouest                          | Division Nord-Ouest                          | Division Nord-Ouest                          | Division Nord-Ouest                          | Division Nord-Ouest                          |
| Équipe              | Domicile                                     | Extérieur                                    | Équipe                                       | Domicile                                     | Domicile                                     | Extérieur                                    | Extérieur                                    |
| Chicago             | 100-128                                      | 109-94                                       | Golden State                                 | 114-130                                      | 95-111                                       | 96-122                                       | 100-121                                      |
| Cleveland           | 118-109                                      | 91-107                                       | L.A. Clippers                                | 108-110                                      | 114-88                                       | 85-83                                        | 98-120                                       |
| Detroit             | 106-88                                       | 88-104                                       | L.A. Lakers                                  | 113-96                                       | 110-93                                       | 109-111                                      |                                              |
| Indiana             | 111-115 (OT)                                 | 90-93                                        | Phoenix                                      | 113-110 (OT)                                 | 114-101                                      | 111-118                                      | 99-120                                       |
| Milwaukee           | 110-79                                       | 94-88                                        | Sacramento                                   | 110-94                                       |                                              | 101-116                                      | 122-118                                      |
|                     | 3–2                                          | 1–4                                          |                                              | 6–3                                          | 6–3                                          | 2–7                                          | 2–7                                          |
| Division            | 4–6                                          | 4–6                                          | Division                                     | 8–10                                         | 8–10                                         | 8–10                                         | 8–10                                         |
| Division Atlantique | Division Atlantique                          | Division Atlantique                          | Division Nord-Ouest                          | Division Nord-Ouest                          | Division Nord-Ouest                          | Division Nord-Ouest                          | Division Nord-Ouest                          |
| Équipe              | Domicile                                     | Extérieur                                    | Équipe                                       | Domicile                                     | Domicile                                     | Extérieur                                    | Extérieur                                    |
| Atlanta             | 108-110                                      | 102-99                                       | Dallas                                       | 109-98                                       |                                              | 89-104                                       | 92-91                                        |
| Charlotte           | 101-113                                      | 112-123                                      | Houston                                      | 105-103                                      | 99-102                                       | 116-118                                      | 125-137                                      |
| Miami               | 97-85                                        | 106-94                                       | Memphis                                      | 103-95                                       | 114-102                                      | 80-114                                       | 103-100                                      |
| Orlando             | 117-119                                      | 114-106 (OT)                                 | La Nouvelle-Orléans                          | 101-92                                       | 118-110                                      | 121-110                                      | 114-105                                      |
| Washington          | 126-115 (OT)                                 | 98-120                                       | San Antonio                                  | 102-92                                       | 95-100                                       | 94-108                                       |                                              |
|                     | 2–3                                          | 3–2                                          |                                              | 7–2                                          | 7–2                                          | 4–5                                          | 4–5                                          |
| Division            | 5–5                                          | 5–5                                          | Division                                     | 11–7                                         | 11–7                                         | 11–7                                         | 11–7                                         |
| Conférence          | 18–11 (Domicile : 7–6 ; Extérieur : 9–6)     | 18–11 (Domicile : 7–6 ; Extérieur : 9–6)     | Conférence                                   | 28–22 (Domicile : 19–6 ; Extérieur : 9–16)   | 28–22 (Domicile : 19–6 ; Extérieur : 9–16)   | 28–22 (Domicile : 19–6 ; Extérieur : 9–16)   | 28–22 (Domicile : 19–6 ; Extérieur : 9–16)   |
| Total               | 46–34 (Domicile : 29–12 ; Extérieur : 18–22) | 46–34 (Domicile : 29–12 ; Extérieur : 18–22) | 46–34 (Domicile : 29–12 ; Extérieur : 18–22) | 46–34 (Domicile : 29–12 ; Extérieur : 18–22) | 46–34 (Domicile : 29–12 ; Extérieur : 18–22) | 46–34 (Domicile : 29–12 ; Extérieur : 18–22) | 46–34 (Domicile : 29–12 ; Extérieur : 18–22) |

## Effectif actuel
| Oklahoma City Thunder Effectif actuel |    |                                |                       |               |
| Entraîneur : Billy Donovan            |    |                                |                       |               |
| Arrière, Ailier                       | 8  | Drapeau de l'Espagne           | Álex Abrines          | Espagne       |
| Pivot                                 | 12 | Drapeau de la Nouvelle-Zélande | Steven Adams          | Pittsburgh    |
| Meneur                                | 6  | Drapeau des États-Unis         | Semaj Christon        | Xavier        |
| Ailier fort, Pivot                    | 4  | Drapeau des États-Unis         | Nick Collison         | Kansas        |
| Ailier, Ailier fort                   | 9  | Drapeau des États-Unis         | Jerami Grant          | Syracuse      |
| Ailier                                | 34 | Drapeau des États-Unis         | Josh Huestis          | Stanford      |
| Pivot, Ailier fort                    | 11 | Drapeau de la Turquie          | Enes Kanter           | Stoneridge PS |
| Ailier fort, Pivot                    | 77 | Drapeau de la France           | Joffrey Lauvergne     | France        |
| Arrière                               | 2  | Drapeau des États-Unis         | Anthony Morrow        | Georgia Tech  |
| Arrière                               | 5  | Drapeau des États-Unis         | Victor Oladipo        | Indiana       |
| Meneur                                | 22 | Drapeau des États-Unis         | Cameron Payne         | Murray State  |
| Arrière, Ailier                       | 21 | Drapeau des États-Unis         | André Roberson        | Colorado      |
| Pivot, Ailier fort                    | 3  | Drapeau de la Lituanie         | Domantas Sabonis      | Gonzaga       |
| Ailier                                | 15 | Drapeau des États-Unis         | Kyle Singler          | Duke          |
| Meneur                                | 0  | Drapeau des États-Unis         | Russell Westbrook (C) | UCLA          |
| (C) Capitaine (AL) - Blessé           |    |                                |                       |               |

## Contrats et salaires 2015-2016
| Joueur            | Poste          | Âge            | Exp            | Contrat                | Salaire 2016-2017 | Fin du contrat |
| ----------------- | -------------- | -------------- | -------------- | ---------------------- | ----------------- | -------------- |
| Joueurs actuels   |                |                |                |                        |                   |                |
| Álex Abrines      | SG             | 24             | 0              | 17 175 000 $ sur 3 ans | 5 994 764 $       | 2019           |
| Steven Adams      | C              | 23             | 3              | 9 695 397 $ sur 4 ans  | 3 140 517 $       | 2017           |
| Semaj Christon    | PG             | 24             | 0              | 2 498 982 $ sur 3 ans  | 543,471 $         | 2019           |
| Nick Collison     | PF             | 36             | 12             | 7 500 000 $ sur 2 ans  | 3 750 000 $       | 2017           |
| Jerami Grant      | SF             | 22             | 2              | 2 710 369 $ sur 3 ans  | 980,431 $         | 2018           |
| Josh Huestis      | SF             | 25             | 1              | 2 331 720 $ sur 2 ans  | 1 191 480 $       | 2019           |
| Enes Kanter       | C              | 24             | 5              | 70 060 026 $ sur 4 ans | 17 145 838 $      | 2019           |
| Joffrey Lauvergne | PF             | 25             | 2              | 5 209 719 $ sur 3 ans  | 1 709 719 $       | 2017 (R)       |
| Anthony Morrow    | SG             | 31             | 8              | 10 032 000 $ sur 3 ans | 3 488 000 $       | 2017           |
| Victor Oladipo    | SG             | 24             | 3              | 21 487 440 $ sur 4 ans | 6 552 960 $       | 2017           |
| Cameron Payne     | PG             | 22             | 1              | 4 134 000 $ sur 2 ans  | 2 112 480 $       | 2019           |
| André Roberson    | SG             | 25             | 3              | 5 295 312 $ sur 4 ans  | 2 183 072 $       | 2017 (R)       |
| Domantas Sabonis  | PF             | 20             | 0              | 4 990 200 $ sur 2 ans  | 2 440 200 $       | 2020           |
| Kyle Singler      | SF             | 28             | 4              | 19 347 826 $ sur 4 ans | 4 837 500 $       | 2020           |
| Russell Westbrook | PG             | 28             | 8              | 85 591 823 $ sur 3 ans | 26 540 100 $      | 2019           |
| Total salaire     | Total salaire  | Total salaire  | Total salaire  | Total salaire          | 82 610 532 $      | -              |
| Joueurs coupés    | Joueurs coupés | Joueurs coupés | Joueurs coupés | Joueurs coupés         | 4 358 585 $       | -              |
|                   |                |                |                |                        |                   |                |
| Total             | Total          | Total          | Total          | Total                  | 87 949 548 $      | Différence     |
| Salary Cap        | Salary Cap     | Salary Cap     | Salary Cap     | Salary Cap             | 94 143 000 $      | 6 193 452 $    |
| Luxury Tax        | Luxury Tax     | Luxury Tax     | Luxury Tax     | Luxury Tax             | 113 287 000 $     | 26 317 883 $   |

- 2017 = Joueur agent libre en fin de saison.
- 2017 = Joueur ayant signé un nouveau contrat qui débutera l'an prochain.
- 2017 (R) = Joueur agent libre restreint en fin de saison.
- 2017 (T) = Joueur avec une option équipe en fin de saison.

## Transferts

### Échanges
| Juin         | Juin | Juin                                                                                      | Juin                   |
| ------------ | --- | ----------------------------------------------------------------------------------------- | ---------------------- |
| 23 juin 2016 | Échange à deux équipes | Échange à deux équipes                                                                    | Échange à deux équipes |
| 23 juin 2016 | Vers Nuggets de Denver - Compensation financière                                                                                                   | Vers Thunder d'Oklahoma City - Droits sur le 56e choix de la Draft 2016 : Daniel Hamilton | [ 2 ]                  |
| 23 juin 2016 | Échange à deux équipes |                                                                                           |                        |
| 23 juin 2016 | Vers Thunder d'Oklahoma City - Ersan İlyasova - Victor Oladipo - Droits sur Domantas Sabonis                                                       | Vers Magic d'Orlando - Serge Ibaka                                                        | [ 3 ]                  |
| 30 août 2016 | Échange à deux équipes | Échange à deux équipes                                                                    | Échange à deux équipes |
| 30 août 2016 | Vers Nuggets de Denver - Second tour de draft 2017 protégé des Grizzlies de Memphis - Second tour de draft 2017 protégé du Thunder d'Oklahoma City | Vers Thunder d'Oklahoma City - Joffrey Lauvergne                                          | [ 4 ]                  |

### Arrivées
| Joueur            | Signature                                                    | Ancienne équipe         | Référence |
| ----------------- | ------------------------------------------------------------ | ----------------------- | --------- |
| Russell Westbrook | Extension de contrat de 85 millions de dollars sur trois ans | Thunder d'Oklahoma City | [ 5 ]     |
| Ronnie Price      | Contrat de deux ans                                          | Suns de Phoenix         | [ 6 ]     |
| Chris Wright      | Contrat d'un an                                              | Maccabi Rishon LeZion   | [ 7 ]     |

### Départs
| Joueur       | Raison départ | Nouvelle équipe ¹        | Référence |
| ------------ | ------------- | ------------------------ | --------- |
| Kevin Durant | Agent libre   | Warriors de Golden State | [ 8 ]     |
| Randy Foye   | Agent libre   | Nets de Brooklyn         | [ 9 ]     |
| Dion Waiters | Agent libre   | Heat de Miami            | [ 10 ]    |

¹ Il s'agit de l’équipe pour laquelle le joueur a signé après son départ, il a pu entre-temps changer d'équipe ou encore de pays.